# Only Teardrops
„Only Teardrops“ je píseň dánské zpěvačky Emmelie de Forest. Jejími autory jsou Lise Cabble, Julia Fabrin Jakobsen a Thomas Stengaard.

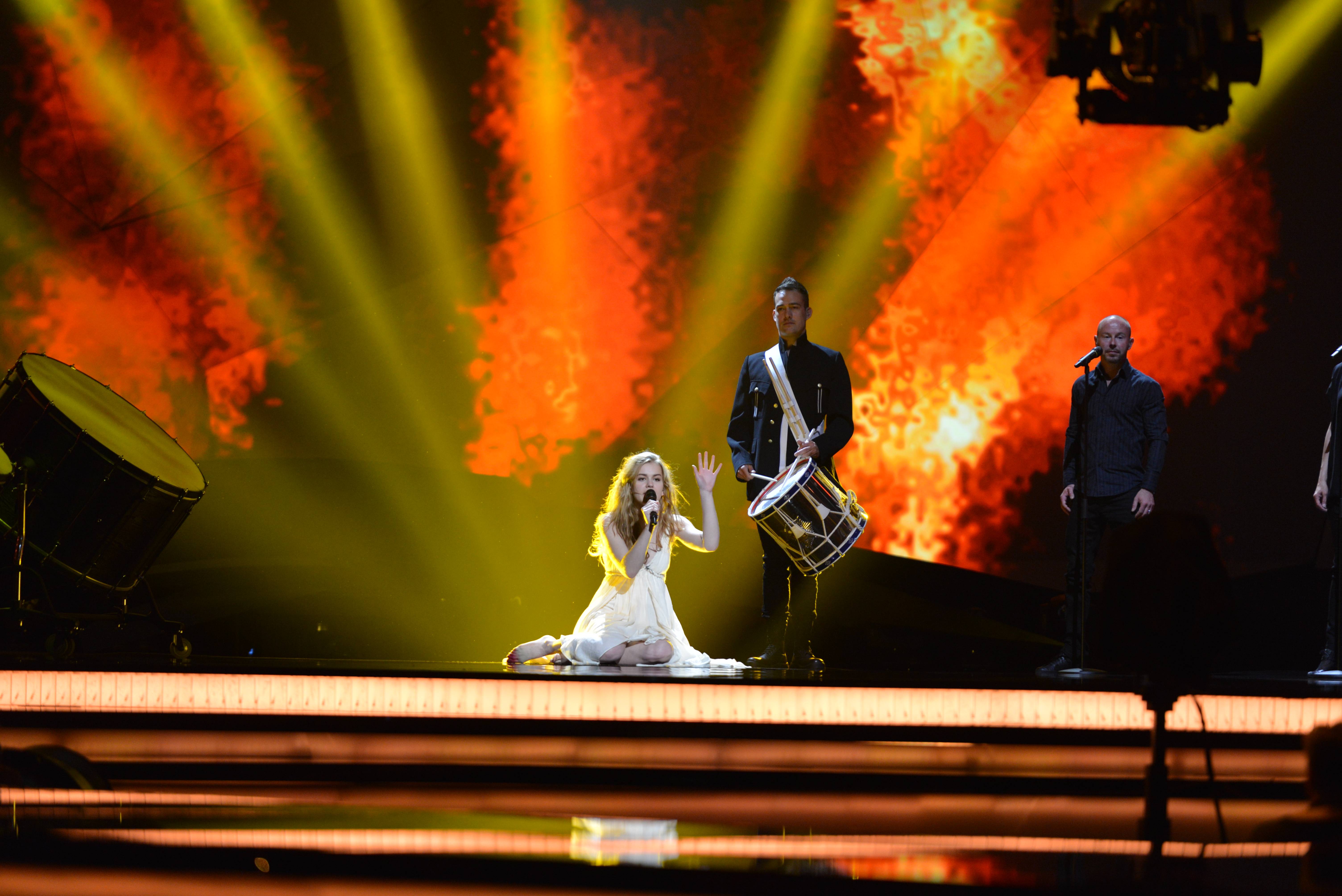
Emmelie de Forest interpretuje píseň na pódiu Eurovize 2013.

Píseň zvítězila na Eurovision Song Contest 2013 ve švédském Malmö se ziskem 281 bodů. V prvním semifinále 14. května 2013 postoupila z prvního semifinálového kola, a ve finále zvítězila nad zástupci 25 zemí.

## Tracklist
- Verze ke stažení

1. "Only Teardrops" – 3:03

## Videoklip
Oficiální videoklip byl vydán 13. června 2013.

## Umístění v hitparádě
Po vítězství v dánském národním kole Dansk Melodi Grand Prix 2013 se píseň okamžitě vyšplhala na první místo dánských iTunes a debutovala na druhém místě hitparády Tracklisten. Těsně po vítězství na Eurovizi se opět objevila v žebříčku na 1. místě. Ve Spojeném království se oproti tomu čtyři hodiny před uzávěrkou hitparády vyšplhala na 99. místo.

### Hitparády
| 2013 | #  |
| ---- | -- |
| (AR) | 47 |
| (AU) | 7  |
| (VA) | 26 |
| (VL) | 11 |
| (BR) | 2  |
| (DK) | 1  |
| (FI) | 17 |
| (FR) | 79 |
| (DE) | 5  |
| (GR) | 1  |
| (IS) | 2  |
| (IR) | 5  |
| (LU) | 4  |
| (ND) | 4  |
| (NO) | 9  |
| (ES) | 8  |
| (SC) | 14 |
| (SK) | 14 |
| (TR) | 11 |
| (SW) | 1  |
| (CH) | 3  |
| (UA) | 14 |
| (UK) | 15 |

## Vydání
| Oblast                       | Datum          | Formát            | Vydavatel                |
| ---------------------------- | -------------- | ----------------- | ------------------------ |
| Dánsko                       | 22. ledna 2013 | Digitální stažení | Sony Music Entertainment |
| Mezinárodní                  | 2. května 2013 | Digitální stažení | Sony Music Entertainment |
| Rakousko, Švýcarsko, Německo | 14. června     | CD                | Sony Music Entertainment |